# Morning/Evening
Morning/Evening è l'ottavo album in studio del musicista britannico Four Tet, pubblicato il 21 giugno 2015 dall'etichetta Text Records, inizialmente solo sul negozio musicale online Bandcamp. A differenza dei precedenti lavori del produttore, questo disco contiene solo due lunghe tracce. La prima traccia utilizza un sample della cantante indiana Lata Mangeshkar.

## Tracce
1. Morning Side – 20:24
2. Evening Side – 19:53